# Saltos ornamentais nos Jogos Pan-Americanos de 2023 - Plataforma de 10 m individual feminino
A competição da plataforma de 10 m individual masculino dos saltos ornamentais nos Jogos Pan-Americanos de 2023 foi disputada em 20 e 21 de outubro de 2023 no Centro Aquático, localizado no cluster do Estádio Nacional. Um total de 17 saltadoras de 9 Comitês Olímpicos Nacionais (CON) participaram do evento.

## Calendário
Horário local (UTC−3).
| Data          | Hora  | Fase         |
| ------------- | ----- | ------------ |
| 20 de outubro | 10:00 | Preliminares |
| 21 de outubro | 18:00 | Final        |

## Medalhistas
| Ouro   | MEX Gabriela Agúndez |
| Prata  | MEX Alejandra Orozco |
| Bronze | CAN Caeli McKay      |

## Resultados
As doze primeiras colocadas após as preliminares se classificaram para a final. Um máximo de duas saltadoras por Comitê Olímpico Nacional poderiam avançar.
| Pos.              | Saltadora           | CON                      | Preliminares | Preliminares | Final               | Final               |
| Pos.              | Saltadora           | CON                      | Pontos       | Pos.         | Pontos              | Pos.                |
| ----------------- | ------------------- | ------------------------ | ------------ | ------------ | ------------------- | ------------------- |
| Medalha de ouro   | Gabriela Agúndez    | MEX México               | 333.75       | 2            | 361.55              | 1                   |
| Medalha de prata  | Alejandra Orozco    | MEX México               | 320.10       | 3            | 340.80              | 2                   |
| Medalha de bronze | Caeli McKay         | CAN Canadá               | 343.95       | 1            | 335.65              | 3                   |
| 4                 | Ingrid de Oliveira  | BRA Brasil               | 318.30       | 4            | 326.40              | 4                   |
| 5                 | Maycey Vieta        | PUR Porto Rico           | 275.50       | 8            | 309.70              | 5                   |
| 6                 | Jordan Skilken      | USA Estados Unidos       | 264.45       | 9            | 277.80              | 6                   |
| 7                 | Mariana Osorio      | COL Colômbia             | 233.25       | 13           | 272.80              | 7                   |
| 8                 | Anisley García      | CUB Cuba                 | 315.45       | 5            | 270.25              | 8                   |
| 9                 | Victoria Garza      | DOM República Dominicana | 246.95       | 12           | 261.85              | 9                   |
| 10                | Nike Agunbiade      | USA Estados Unidos       | 298.50       | 7            | 260.10              | 10                  |
| 11                | Celina Toth         | CAN Canadá               | 251.80       | 11           | 247.75              | 11                  |
| 12                | María Gómez         | COL Colômbia             | 260.90       | 10           | 215.25              | 12                  |
| 13                | Alejandra Estudillo | MEX México               | 311.60       | 6            | Limite de 2 por CON | Limite de 2 por CON |
| 14                | Elizabeth Miclau    | PUR Porto Rico           | 233.15       | 14           | Não avançou         | Não avançou         |
| 15                | Arlenys García      | CUB Cuba                 | 224.65       | 15           | Não avançou         | Não avançou         |
| 16                | Pamela Reyes        | PER Peru                 | 183.45       | 16           | Não avançou         | Não avançou         |
| —                 | Giovanna Pedroso    | BRA Brasil               | DNS          | DNS          | DNS                 | DNS                 |